# عمر آشیک
عمر آشیک (انگلیسی: Ömer Aşık؛ زادهٔ ۴ ژوئیهٔ ۱۹۸۶) یک بازیکن بسکتبال اهل ترکیه است. 
از باشگاه‌هایی که در آن بازی کرده‌است می‌توان به هیوستون راکتس و شیکاگو بولز اشاره کرد.